# Oreocarya depressa
Oreocarya depressa là loài thực vật có hoa trong họ Mồ hôi. Loài này được (M.E. Jones) J.F. Macbr. mô tả khoa học đầu tiên năm 1916.